# Азис
Васил Троянов Боянов, по-известен с артистичния си псевдоним Азис, е български попфолк певец и телевизионен водещ. Наричат го „Краля на попфолка“.

## Биография

### Ранни години
Според собствените му твърдения е роден в Сливенския затвор, но майка му отрича това. В продължение на няколко години живее в Германия, където извършва нередовна работа – разхождане на кучета.
Коментирайки музикалната си дарба, в интервю от 2017 година Азис заявява: „Значи Господ ме е направил циганин, гей, дебел, само някаква ужасна болест не ми е дал.“

### 1999 – 2005: Началото и първите успехи
Азис записва материал за албум с цигански песни, озаглавен „Нокът“ – самият той по-късно го определя като „пълна боза“ – който представя на попфолк издателя „Сънни Мюзик“. През 1999 година „Сънни Мюзик“ издава албума му „Болка“, сочен като негов дебют в дискографските бази данни. През август с версия на заглавната песен на цигански език участва в ромски фестивал в Стара Загора, на който е избран за певец на годината.
През октомври 2004 година главният секретар на Министерството на вътрешните работи Бойко Борисов нарежда да бъде отстранен рекламен билборд със снимка на Азис в близост до Паметника на Васил Левски в София.

### 2005 – 08:„Аз, Азис“,„Дива“и дуети
Първата песен и клип, която представя за 2005 г., е дует с Устата – „Точно сега“ е заглавието на песента. През 2005 Азис пуска на пазара и своя дуетен албум дуетни песни с Устата, Деси Слава, Малина, Глория и др. Същата година излиза самостоятелно албум на Азис – „Азис 2005“. Най-голям успех постигат: „Обречи ме на любов“, „Мила моя, ангел мой“, а през пролетта на годината издаден първата съвместна песен на Малина и Азис – „Не знаеш“. В края на годината излиза и вторият дует с Малина – „Искам, искам“.
В началото на 2006 г. Малина и Азис представят видеоклип на третия си дует „Черните очи“. През 2006 година „Съни Мюзик“ пуска албума „Дива“ и MP3 албум със 70 най-големи хита на Азис. През същата година участва със специални вокали в песента на Джена „Сто пъти“. Тогава Джена е била под псевдонима Моник, измислен от Азис, в пространството се среща и като „Моник, с участието на Азис“. Той се смята за откривател на Джена (през същата година).
Представя и MP3 албум с 95 от най-големите хитове и неиздавани песни на Азис под името – „New edition“.
През 2007 г. му се ражда дъщеря на име Рая.
През 2006 година странно събитие е „сватбата“ му с Ники Китаеца. Двамата участваха и във втория сезон на шоуто „VIP Brother“.
По данни от НАП, изнесени в нарушение на ДОПК и ЗЗЛД, Азис декларира доход от около 1 млн. лева за 2008 г.[източник? (Поискан преди 8 дни)]

### 2008 – 14: Връх:„Гадна порода“и„Азис 2014“
През 2008 г. Азис представя общо пет видеоклипа към песните си: „Само с теб“, „Дай ми лед“, „Най-красивата“, „Умирам аз“ и „Теб обичам“. В клипа и в песента на „Само с теб“ специално участие взема Анелия, която се включва с вокали.[източник? (Поискан преди 8 дни)]
Първата песен и клип която представя за 2009 г. – „Накарай ме“ На 11 юни излиза дългоочакваното видео на дуетното парче „Луд ме правиш“ на Азис и Ванко 1 В края на годината излиза видеото към новата песен на „Имаш ли сърце“.
В началото на 2010 г. Азис промотира „Бивши“. По време на наградите на „Фен ТВ“ Азис представи новото си парче „Боли“. На 28 май излиза клипа към песента – „Удряй ме“. На 24 септември Тони Стораро и Азис представиха за първи път в „Шоуто на Иван и Андрей“ актуалния си дует „Да го правим тримата“. В началото на октомври излиза клип на Тони Стораро и Азис „Да го правим тримата“. В края на годината излиза сензационен дует на Устата и Азис „Нащракай се“.
В началото на 2011 г. Азис смени визия, като световната поп звезда Риана. На 26 февруари излиза песента „Мразиш“, а клип към парчето излиза през март. Песента е по музика и аранжимент на Мартин Биолчев, а текстът е написан от самия певец и парчето излиза от музикална и продуцентска компания „Диапазон Рекърдс“. След месец излиза клип на Азис към парчето „Няма накъде“ с албума „Гадна порода“. Последният видеоклип на парчето към „Гадна порода“ в което взима участие Анелия. Азис участва в лятното турне на Фен ТВ в Пловдив, Стара Загора и Перник. На 21 септември излиза новото му парче „Хоп“ и в началото на октомври месец излиза клипът към песента. По същото време Азис стана и главно действащо лице и в руско комедийно шоу, което се излъчи по телевизия ТНТ и клипът на „Мразиш“ тутакси се нареди сред най-гледаните от руските зрители в Интернет. Популярното руско шоу Comedy Club даде небивала популярност на Азис в огромна Русия. Кейти Пери, която е една от големите звезди на световната сцена, представи на феновете си видеото към „Хоп“. Същият месец излиза песента на Азис и сръбската звезда Марта Савич – „Mama“. Последната песен, която Азис представя за 2011 г. е „Сен Тропе“. Видеоклипът на песента има над 164 милиона гледания в YouTube към 15.11.2024 г. и се превръща в най-гледаната българска песен в платформата. В клипа певецът демонстрира нова визия. Ритмичната песен успя да привлече вниманието и на много музиканти извън България. Така първата кавър версия е направена в Гърция, Румъния и Сърбия.
В началото на 2012 г. руският национален канал НТВ засне филм за Азис. В началото на пролетта на 2012 г. Азис промотира новата си песен „MMA“. Видеото към дуетната песен на Андреа и Азис излиза на 6 юни. Песента „Пробвай се“ на Андреа и Азис стана хит на 2012 година на портала signal.bg. На 7 август появата на новата си песен „Кажи честно“. През октомври месец Азис изпя за първи път пред публика новото си парче „Ти за мен си само секс“ в столичен фолк клуб и в края на месец излиза клипът към песента. В лентата Азис си партнира с Николета Лозанова. По време на Коледните и Новогодишни празници с ТВ версии се завъртат две песни, а именно „Коледа“ и „Нещо мръсно“.
Първата песен и клип която представя за 2013 г. – „Евала“. В лятното време на годината Азис представя „Хайде на морето“ и „Ти ме размаза“. В края на годината представя втория си дует с Ванко 1 – „Като тебе втори няма“. През март 2014 г. излиза клип на Азис към парчето „Пий цяла нощ“ от албума „Азис 2014“.

### 2014 – 17:„Хабиби мания“
Тони Стораро и Азис поднасят изненадата на сезона и на 5 юни излиза видеото към тяхната нова дуетна песен „Колко сме пили“. Същият месец излиза новото видео на Азис към парчето „Миконос“ През лятото на 2014 г. видеоклипът към песента „Каза ли го“ е промотиран от Планета ТВ като новия музикален проект на Мария и Азис. На 23 септември се появява видео на Азис към баладата „Хей, момиче“. В лентата главната женска роля се изпълнява от Алисия. Същият месец излиза новия проект на Азис и Giorgos Tsalikis – „Estar Loco“ На 20 октомври е премиерата на втория проект на Мария и Азис. Видеоклипът към „Чуй ме“ се завъртя по Планета ТВ.
В началото на 2015 г. излиза видеоклипът към „Моля те, не ми звъни“ на Мария и Азис. Същият месец излиза клип> на Азис към „Джанъм, джанъм“. На 3 юли излиза видеоклипът към дуетното парче на Фики и Азис – „Блокиран“. В края на годината Азис зарадва многобройните си почитатели с дългоочаквания проект „Хабиби“, който регистрира 16 победи в класацията България Топ 50, както 8 участия в международния чарта WorldWide Top 100 Music Chart Фен ТВ засне специален филм за песента „Азис: Хабиби – историята на един хит“. Още с появата си, парчето пожънва голям успех и се нареди на първите места във всички класации. Песента стана най-желаната по всички заведения и радиостанции, а в интернет пространството за кратко време събира 31 милиона гледания. Понастоящем „Хабиби“ е втората най-гледана българска песен в онлайн платформата Ютюб и има над 117 милиона гледания. Песента, която излезе в началото на ноември 2015-а, успява да спечели огромна почитателска маса и получава силна подкрепа както в тримесечната, така и в годишната класация. Песента попада и в класация на The New York Times на 25-то място.
На 3 февруари 2016 излиза новия проект на Мария, Фики и Азис – „Мръсни думи говори“. На 27 май 2016 излиза песента на Галена и Цветелина Янева – „Пей, сърце“, като в песента и видеоклипа участие взима Азис.
На 11 март 2017 г. сръбската певица Йелена Карлеуша обявява, че подготвя дует с Азис.
На 4 април излиза новата песен на Теди Александрова „Подгряващи звездички“, в която участие взимат Азис и Наси, а след три дни – на 7 април – излиза новата песен на Кали „Имаш ден“, в която отново взима участие Азис.
На 26 юни излиза новата песен на певеца, озаглавена „Мотел“, която се превръща в третата най-гледана българска песен в YouTube и има над 83 милиона гледания. След два дни излиза дуетът на Йелена Карлеуша и Азис, озаглавен „O.S.T.A.V.LJ.A.M.T.E“, който предизвиква истински фурор във всичките държави на бивша Югославия.

### 2018 – 25:Настояще
През 2025 г. Азис обявява своя самостоятелен концерт "Just Love" в Зала Арена 8888 София, планиран за 14 февруари 2026 г.

## Телевизионни изяви
Азис заявява, че свалянето на плаката „може да изиграе много лоша шега на България... една от клаузите на Европейския съюз гласи, че ако има дискриминация относно хомосексуализъм, произход и т.н., няма да влезем в ЕС“. Прави скандална фотосесия с женски бюст за списание „Блясък“.
През 2007 година заместник-кметът по образованието и културата на София Йорданка Фандъкова коментира така поставени в центъра на града билборди на Азис:
| „ | „Обадиха ми се и колеги и ме питаха какви послания отправя този билборд и не са ли те в разрез с разбиранията ни за възпитанията и пример за подрастващите. Като родител смятам, че това не е подходящо за децата. Визията на този билборд е малко неприлична. Все пак това е почти интимна сцена и смятам, че тези неща имат своето място и време!“ | “ |

Доц. Георги Лозанов, председател на Българска медийна коалиция, коментира скандала така:
| „ | Скандалът е част от замисъла на билборда с Азис и Китаеца; той търси скандала, така че всички реакции след това се включват в самия билборд. Това е начин, по който съвременната култура, и то ъндърграунд култура, а в някакъв смисъл Азис е представител на тази култура, се реализира в публичния свят – чрез скандалност, чрез прекрачване на табута, чрез реакция на по-консервативната част от обществото. | “ |

На свалянето на билбордовете реагира БГО „Джемини“. В отворено писмо до медиите изпълнителният директор на организацията Аксиния Генчева пише:
| „ | Наистина ли обществото смята плакат с двама полуголи мъже, снимани в близост един до друг, за неморален? Да! Същото това общество, което издига в култ разгърдените, едрогърди фолк певици, обществото, което изпада в екстаз при вида на реклама на водка „Флирт“ и разголените им рекламни „лица“. Как ли биха приели плаката, ако на него вместо Китаеца, беше снимана някоя силиконова звезда (от попфолк бранша, например)? Дали тогава моралистите се оплакват в общината, пишат ли протестни писма и дали изобщо някой щеше да се сети, че младежта се развращава? | “ |

През 2007 г. е участник във втория сезон VIP brother, той се завръща като гост звезда в третия сезон през 2009 г.
През 2013 г. участва в риалити предаването по TV7 „Къртицата“.
През 2015 г. (трети сезон) и 2021 г. (девети сезон) участва в „Като две капки вода“.
През 2018 г. заедно с Ники Кънчев и Александра Сърчаджиева е водещ на Vip Brother.
От 2020 г. е част от панела с детективите в „Маскираният певец“.

## Дискография

### Студийни албуми
- Мъжете също плачат (1999)
- Болка (2000)
- Сълзи (2001)
- Азис (2002)
- На голо (2003)
- Кралят (2004)
- Together (дуетен с Деси Слава) (2004)
- Азис 2005 (2005)
- Дива (2006)
- Гадна порода (2011)
- Азис 2014 (2014)

### Компилации
- The Best (2002)
- Целувай ме+ (2003)
- Дуети (2005)
- MP3 collection (2006)
- The Best 2 (2007)
- MP3 collection-new edition (2008)
- Azis Hit Collecton (2025)[80]

### Видео албуми
- Шоу спектакъл (2003)
- Нищо лично (2004)
- The best videoclips (2004)
- Together (2004)
- Азис 2005 (2005)
- Дуети (2005)
- Азис (2007)

## Награди
2024 – Хит на десетилетието в българската популярна музика